# Nílton Batata
Nílton Batata, właśc. Nílton Pinheiro da Silva (ur. 5 listopada 1954 w Londrinie) – piłkarz brazylijski, występujący podczas kariery na pozycji napastnika.

## Kariera klubowa
Nílton Batata karierę piłkarską rozpoczął w klubie Athletico Paranaense w 1976 roku. W Athletico Paranaense 10 października 1976 w przegranym 1-2 meczu z Santos FC Nílton Batata zadebiutował w lidze brazylijskiej. Był to udany debiut, gdyż Nílton Batata strzelił w nim bramkę. W latach 1977–1980 był zawodnikiem Santosu FC. Z Santosem zdobył mistrzostwo stanu São Paulo – Campeonato Paulista w 1978 roku.
W Santosie 18 maja 1982 w przegranym 0-2 meczu z CR Flamengo Nílton Batata po raz ostatni wystąpił w lidze. Ogółem w latach 1976–1980 w lidze brazylijskiej wystąpił w 58 meczach, w których strzelił 8 bramek. W latach 1980–1984 występował w Meksyku w Club América. W 1984 roku był ponownie zawodnikiem Athletico Paranaense. Karierę Nílton Batata zakończył w 1988 roku w USA w klubie Fort Lauderdale Strikers.

## Kariera reprezentacyjna
Nílton Batata w reprezentacji Brazylii zadebiutował 17 maja 1979 w wygranym 6-0 towarzyskim meczu z reprezentacją Paragwaju. Był to udany debiut, gdyż Nílton Batata w 54 i 65 min. zdobył bramki. W tym samym roku był w kadrze Brazylii na Copa América 1979, na którym Brazylia zajęła trzecie miejsce. Na tym turnieju wystąpił w dwóch meczach z Boliwią (drugi mecz Boliwią rozegrany 16 sierpnia 1979 był jego ostatnim w reprezentacji).
| Mecze i gole w reprezentacji | Mecze i gole w reprezentacji | Mecze i gole w reprezentacji | Mecze i gole w reprezentacji | Mecze i gole w reprezentacji | Mecze i gole w reprezentacji | Mecze i gole w reprezentacji |
| #                            | Data                         | Miasto                       | Przeciwnik                   | Gol                          | Wynik                        | Rozgrywki                    |
| ---------------------------- | ---------------------------- | ---------------------------- | ---------------------------- | ---------------------------- | ---------------------------- | ---------------------------- |
| 1.                           | 17.05.1979                   | Rio de Janeiro               | Paragwaj                     | Gol · Gol                    | 6:0                          | towarzyski                   |
| 2.                           | 31.05.1979                   | Rio de Janeiro               | Urugwaj                      | Gol                          | 5:1                          | towarzyski                   |
| N1.                          | 21.06.1979                   | Rio de Janeiro               | AFC Ajax                     |                              | 5:0                          | towarzyski                   |
| 3.                           | 26.07.1979                   | La Paz                       | Boliwia                      |                              | 1:2                          | Copa América 79              |
| 4.                           | 16.08.1979                   | São Paulo                    | Boliwia                      |                              | 2:0                          | Copa América 79              |